# Ignacy Giedroyć
Ignacy Giedroyć (ur. 20 sierpnia 1771, zm. 15 lutego 1829) – duchowny rzymskokatolicki, święcenia kapłańskie przyjął w 1795. Od 24 maja 1824 koadiutor diecezji żmudzkiej i tytularny biskup Casius. Konsekrowany na biskupa 31 grudnia 1826.